# Erschöpfende Alkylierung
Die erschöpfende Alkylierung ist eine chemische Reaktion, bei der aus Aminen Tetraalkylammoniumsalze gebildet werden. Streng genommen ist damit nur der letzte Teilschritt vom tertiären Amin zum quartären Ammoniumsalz gemeint. Am häufigsten wird der Begriff im Zusammenhang der Hofmann-Eliminierung benutzt, wobei hier in der Regel die erschöpfende Methylierung mit Methyliodid gemeint ist. Die Produkte sind somit meist Dimethyl- oder Trimethylammoniumiodide. In diesem gewöhnlichen Fall verläuft die erschöpfende Alkylierung über einen SN2-Mechanismus. Synonym wird auch von Quaternisierung gesprochen, wobei dies ein Oberbegriff für Reaktionen einiger verschiedene Verbindungsklassen ist. Die erschöpfende Alkylierung bezieht sich ausschließlich auf Amine.